# Звежинець (гміна)
Гміна Звежинець (пол. Gmina Zwierzyniec) — місько-сільська гміна у східній Польщі. Належить до Замойського повіту Люблінського воєводства.
Станом на 31 грудня 2011 у гміні проживало 7089 осіб.

## Площа
Згідно з даними за 2007 рік площа гміни становила 156.78 км², у тому числі:
- орні землі: 27.00%
- ліси: 66.00%

Таким чином, площа гміни становить 8.37% площі повіту.

## Населення
Станом на 31 грудня 2011:
| Опис     | Загалом | Загалом | Чоловіки | Чоловіки | Жінки | Жінки |
| -------- | ------- | ------- | -------- | -------- | ----- | ----- |
| одиниця  | осіб    | %       | осіб     | %        | осіб  | %     |
| все      | 7089    | 100     | 3435     | 48.46    | 3654  | 51.54 |
| міське   | 3371    | 100     | 1613     | 47.85    | 1758  | 52.15 |
| сільське | 3718    | 100     | 1822     | 49.00    | 1896  | 51.00 |

## Сусідні гміни
Гміна Звежинець межує з такими гмінами: Адамув, Юзефув, Краснобруд, Радечниця, Щебрешин, Терешполь, Замосць.